# Wyżnia Młynarzowa Kopa

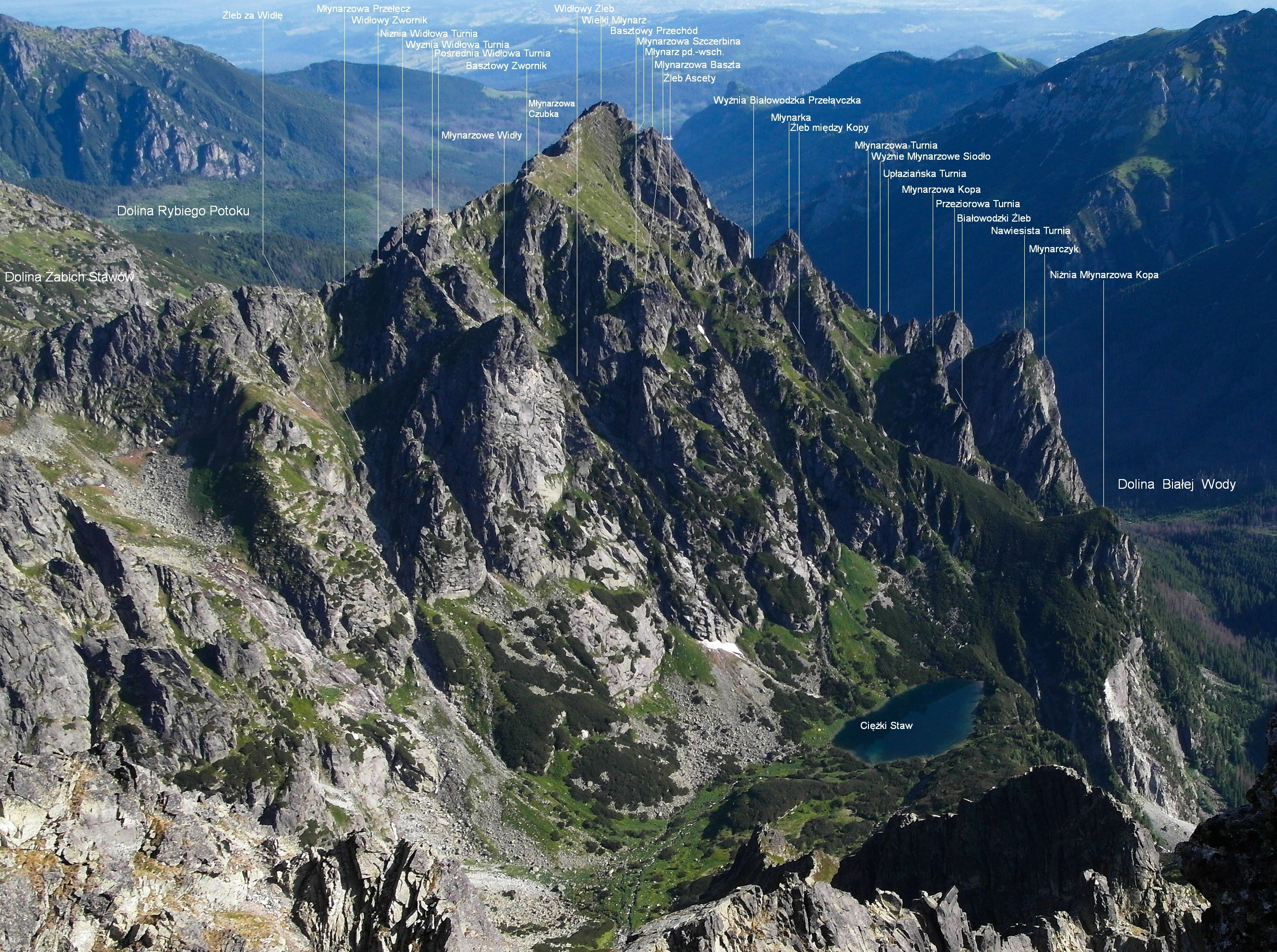
Widok z Ganku

Wyżnia Młynarzowa Kopa (słow. Veľká mlynárova kopa, ok. 1860 m) – turnia w masywie Młynarza (2170 m) w słowackiej części Tatr Wysokich. Znajduje się w zakończeniu południowo-wschodniej grani Młynarki (ok. 2010 m), od której oddziela ją trawiaste Wyżnie Młynarzowe Siodło (ok. 1840 m). Ma dwa wierzchołki znajdujące się w odległości około 30 m i oddzielone przełączką wciętą na 5 m. Na południowy zachód, do Żlebu między Kopy opada z turni ściana o wysokości dochodzącej do 180 m. Dolna część ściany jest pionowa i przedzielona pasem okapów. Część górna jest stroma, częściowo trawiasta, częściowo porośnięta kosodrzewiną. Na północny zachód, do Białowodzkiego Żlebu, opada urwista ściana o wysokości do 250 m. W jej górnej części znajduje się żółty obryw. Na południe opada z wierzchołka turni żebro, na którym są dwie turniczki porośnięte kosodrzewiną. Z siodełka pod niższą z nich opada na południe urwisty filar, a na zachód półka urywająca się kilkadziesiąt metrów powyżej dna Żlebu między Kopy.

## Drogi wspinaczkowe
1. Z Wyżniego Młynarzowego Siodła; 0 w skali tatrzańskiej, czas przejścia 5 min
2. Północno-wschodnią ścianą; V+, A2, 16 godz.
3. Od wschodu, ze Żlebu między Kopy; największe trudności IV-, duże partie łatwego terenu, 2 godz.[2]